# Eamwit
Eamwit, jedno od dvanaest plemena s otoka Naurua, najznačajnije među Nauruancima, jednom od mikronezijskih naroda. Posljednja nauruska kraljica bila je Eigamoiya koja je živjela u drugoj polovici 19. stojeća a umrla 1915., i koja je 1888. zaustavila građanski rat na Naurua, upravo nešto prije nego što je doplovio njemački ratni brod Eber. Plemena su bila matrilinearna, imala su svako svoje pjesme i legende a danas se identificiraju po okruzima u kojima žive. 